# Vaspolonyi pogrom
A vaspolonyi pogrom a cserföldi és belatinci zavargás után a harmadik, de kisebb intenzitású antiszemita színezetű vandál megmozdulás, amit az első jelentések még tévesen vend népfelkelésnek értékeltek. A zavargáshoz akárcsak az első két helyen is külső uszítás és áruhiány vezetett. Ám míg Belatincon és Cserföldön a megtámadott személyek (boltosok) mind szlovén nemzetiségűek voltak, addig a vaspolonyi pogromban érintett Reich bolt valóban zsidó tulajdonban állt. Vaspolony egykor Vas vármegye területén feküdt a Vendvidéken, ma a szlovéniai Muravidék része (szlovénül Polana).
A vaspolonyi pogrom a cserföldi pogrom második szakaszával egyidőben történt, november 6-án. Néhány huligán zsidóellenes szavakkal feltörte a Reich-boltot és minden árut, beleértve a mozdítható dolgokat is elvitt. Az akciót Krampács István és Matyasecz József helybeli lakosok kezdeményezték, majd a Reich bolt kirablását követően a falu vendéglőjében akartak ingyen italhoz jutni.
Ám amikor híre ment, hogy Tkálecz Vilmos hadnagy, akit a rendteremtéssel bíztak meg, felakasztotta Murahelyen (ma Dokležovje) Vuk Márton közkatonát, mert az a november 6-i cserföldi rendbontásért volt felelős, a vandáloknak nyomban inukba szállt a bátorságuk, és elrejtőztek. Néhányukat Tkálecz előkerítette és megbotozta, majd hazaengedte. Tkáleczet a Muraközbe vezényelték, ahol még súlyosabb incidensek voltak mint a Vendvidéken. Ott állítólag gyilkosságokra is sor került. A rendteremtés során Tkálecz 280 embert végzett ki golyó, vagy akasztófa által.
A vaspolonyi eseményeket is utóbb a magyarosítók és irredenták igyekeztek Klekl József és mások számlájára írni, hogy besározzák őket azért, amiért a Vendvidék elszakadásáért folytattak munkálatokat. Az ilyen tévképzetek még ma is sokak előtt ismeretesek, és köztörvényes bűncselekménnyel vádolják az egykori szlovén politikai vezetőket.

## Lásd még
- Belatinci pogrom
- Cserföldi pogrom